# Ryan Tyack
Ryan Tyack (Queensland, 2 de junho de 1991) é um arqueiro profissional australiano, medalhista olímpico.

## Carreira

### Rio 2016
Ryan Tyack fez parte da equipe australiana nas Olimpíadas de 2016 que conquistou a medalha de bronze no Tiro com arco nos Jogos Olímpicos de Verão de 2016 - Equipes masculinas, ao lado de Alec Potts e Taylor Worth.